# AOW-leeftijd
De AOW-leeftijd, ook AOW-gerechtigde leeftijd genoemd, is de pensioengerechtigde leeftijd in het kader van de Algemene Ouderdomswet (AOW). Er wordt in vele andere wetten en besluiten ook naar verwezen als "de pensioengerechtigde leeftijd, bedoeld in artikel 7a, eerste lid, van de Algemene Ouderdomswet".
De AOW-leeftijd werd in de oorspronkelijke versie van de wet in 1956 vastgesteld op 65 jaar. In 2012 werd dat gewijzigd door het demissionaire kabinet-Rutte I met steun van D66, ChristenUnie en GroenLinks.
Onderscheiden kunnen worden de AOW-leeftijd in een kalenderjaar en de AOW-leeftijd van een persoon. De laatste hangt af van de geboortemaand en van de reeks AOW-leeftijden in een reeks van jaren, totdat de persoon op enig moment de leeftijd bereikt, gelijk aan de AOW-leeftijd van het kalenderjaar.

## Tabel
| AOW-leeftijd       | AOW-leeftijd       | AOW-leeftijd                   | AOW-leeftijd         |
| Geboren in periode | Geboren in periode | Jaar van bereiken AOW-leeftijd | AOW-leeftijd         |
| vanaf              | tot en met         | Jaar van bereiken AOW-leeftijd | AOW-leeftijd         |
| ------------------ | ------------------ | ------------------------------ | -------------------- |
| 03-1957            | 12-1960            | 2024 t/m 2027                  | 67 jaar              |
| 01-1961            | 09-1963            | 2028 t/m 2030                  | 67 jaar en 3 maanden |

## Wettelijke regeling
Bovenstaande tabel volgt uit artikel 7 dat bepaalt dat iemand recht krijgt op ouderdomspensioen bij het bereiken van de pensioengerechtigde leeftijd, en het eerste lid van artikel 7a dat per kalenderjaar in jaren en maanden bepaalt wat de pensioengerechtigde leeftijd is tot en met 2025, en de wijze van berekenen van verdere verhogingen daarna, en volgt verder uit de uitkomsten daarvan voor 2026 en 2027 (beide jaren geen verdere verhoging), voor 2028 (weer een verhoging) en 2029 (geen verdere verhoging). Ook vele andere wetten en besluiten verwijzen naar "de pensioengerechtigde leeftijd, bedoeld in artikel 7a, eerste lid, van de Algemene Ouderdomswet". Omdat zowel de leeftijd van een gegeven persoon als de AOW-leeftijd stijgen, komt het bereiken van de AOW-leeftijd erop neer dat de leeftijd de AOW-leeftijd inhaalt. Iemands persoonlijke AOW-leeftijd is zijn leeftijd wanneer dit gebeurt.
Wie bijvoorbeeld geboren is op 31 augustus 1950 bereikte de leeftijd van 65 jaar en 3 maanden op 1 december 2015, toen de AOW-leeftijd ook 65 jaar en 3 maanden was; het recht op uitkering ving dus aan op 1 december 2015. Wie geboren is op 30 september 1950 bereikte de leeftijd van 65 jaar en 3 maanden op 30 december 2015, toen de AOW-leeftijd ook nog 65 jaar en 3 maanden was; het recht op uitkering ving dus aan op 30 december 2015. Iemand die aan het eind van een maand geboren is bereikt een leeftijd van een bepaald aantal jaren en maanden dus soms niet aan het eind van een maand, maar pas in het begin van de volgende maand. Doordat december 31 dagen heeft, doet dit zich niet rond de jaarwisseling voor en heeft dit dus geen gevolg voor het kalenderjaar waarin iemand een leeftijd van een bepaald aantal jaren en maanden bereikt, en dus geen gevolg voor zijn persoonlijke AOW-leeftijd. Daardoor is (zoals te zien in bovenstaand overzicht) iemands persoonlijke AOW-leeftijd uitsluitend afhankelijk van zijn geboortemaand, en niet van de dag van de maand.
De verhoging van iemands persoonlijke AOW-leeftijd ten opzichte van de huidige AOW-leeftijd (dus bovenop de verhogingen die al hebben plaatsgevonden) is (zoals in het bovenstaande al aangestipt) vaak groter dan de verhoging van de AOW-leeftijd ten opzichte van de huidige AOW-leeftijd in het kalenderjaar waarin hij de huidige AOW-leeftijd bereikt, omdat door die verhoging vaak ook nog eens de AOW-leeftijd van het volgende of daarop volgende kalenderjaar van toepassing wordt. Bij het tempo van de verhoging van de AOW-leeftijd moet onderscheid gemaakt worden tussen het tijdsverloop tussen de verhogingen en de grootte van het interval van geboortedata van het geboortecohort waarvoor één bepaalde AOW-leeftijd van toepassing is.
De verhogingen van de AOW-leeftijd en de aanvangsleeftijd, voor beide gelijk (in de formule: V) worden voor de jaren vanaf 2026 jaarlijks ruim 5 jaar van tevoren vastgesteld. Dit gebeurt steeds door een mededeling van de staatssecretaris in de staatscourant, als volgt:
V = 2/3 × (L – 20,64) – (P – 67)
waarbij:
- L staat voor de geraamde macro gemiddelde resterende levensverwachting op 65-jarige leeftijd in het kalenderjaar van verhoging
- P staat voor de AOW-leeftijd in het kalenderjaar voorafgaande aan het kalenderjaar van verhoging

Indien V negatief is of vóór afronding minder dan 0,25 bedraagt, wordt deze gesteld op 0. Indien V vóór afronding 0,25 of meer bedraagt, wordt deze gesteld op 0,25 (een verhoging met 3 maanden).
Uitkomsten:
Eind 2020: V = 2/3 × (20,82 – 20,64) – (67 – 67) = 0,12, dit is minder dan 0,25, AOW-leeftijd blijft in 2026 67 jaar
Eind 2021: V = 2/3 × (20,93 – 20,64) – (67 – 67) = 0,19, dit is minder dan 0,25, AOW-leeftijd blijft in 2027 67 jaar
Eind 2022: V = 2/3 * (21,73 – 20,64) – (67 – 67) = 0,72, dit is meer dan 0,25, AOW-leeftijd wordt in 2028 67 jaar en 3 maanden.
Eind 2023: V = 2/3 * (20,89 – 20,64) – (67,25 – 67) = 0, dit is minder dan 0,25, AOW-leeftijd blijft in 2029 67 jaar en 3 maanden.
Eind 2024: V = 2/3 * (20,96 – 20,64) – (67,25 – 67) < 0, wordt gesteld op 0, dit is minder dan 0,25, AOW-leeftijd blijft in 2030 67 jaar en 3 maanden.
Hoewel in 2020 de levensverwachting daalde van 20,1 naar 19,5 jaar voor een 65-jarige, steeg toch de AOW-leeftijd per 1-1-2022 met 3 maanden. Het CBS verwachtte dat in 2027 deze levensverwachting 20,9 jaar zou zijn.

### Achtergrond
Het getal 18,26 in de formule is de macro gemiddelde resterende levensverwachting op 65-jarige leeftijd zoals die gold in de referentieperiode 2000–2009. Bij deze levensverwachting en een AOW-leeftijd van 65 jaar zou deze leeftijd niet verhoogd worden; de verwachte duur van de uitkering zou voor iemand van 65 jaar 18,26 jaar zijn (niet te verwarren met de verwachte toekomstige duur van de uitkering voor iemand als die geboren wordt; door de kans op vooroverlijden is deze lager). Bij een macro gemiddelde resterende levensverwachting op 65-jarige leeftijd van 20,26 jaar en een AOW-leeftijd van 67 jaar zou deze leeftijd ook niet verhoogd worden; de verwachte toekomstige duur van de uitkering voor iemand van 65 jaar zou iets groter dan 18,26 jaar zijn (omdat bij overlijden binnen 2 jaar de uitkeringsduur 0 is en niet de vanaf de 65-jarige leeftijd resterende levensduur min 2 jaar) en de verwachte duur van de uitkering zou voor iemand van 67 jaar nog iets groter zijn (omdat degenen die die leeftijd niet halen niet meegenomen worden in het gemiddelde). Voor mannen zijn de levensverwachtingen lager dan genoemd, voor vrouwen hoger.

### Overgangstermijn van aanpassing van de AOW-leeftijd aan de nieuwe norm
Uit het bovenstaande en het vermelde onder "Verhogingen AOW-leeftijd" blijkt dat de aanpassing van de AOW-leeftijd aan de nieuwe norm op basis van levensverwachting in 10 stappen plaatsvond/vindt, ingaand in elk van de jaren 2013 t/m 2022: een verhoging met 27 maanden in stappen van achtereenvolgens 1 maand (3 maal), 3 maanden (3 maal), 4 maanden (3 maal) en 3 maanden (1 maal). In 2022 zou de overgangstermijn dus voltooid zijn. Verdere aanpassingen zouden gelijk oplopen met de statistische levensverwachting.

## Wetswijzigingen in verband met het pensioenakkoord
In vervolg op het principeakkoord over de vernieuwing van het pensioenstelsel, waarover de FNV en nog enkele vakcentrales in juni 2019 na raadpleging van de leden positief hebben besloten, is er als eerste, over een onderdeel van het akkoord, de Wet van 3 juli 2019 tot wijziging van de Algemene Ouderdomswet, de Wet op de loonbelasting 1964, de Wet verhoging AOW- en pensioenrichtleeftijd, de Wet versnelling stapsgewijze verhoging AOW-leeftijd en de Wet tegemoetkomingen loondomein in verband met temporisering van de stapsgewijze verhoging van de AOW-leeftijd (Wet temporisering verhoging AOW-leeftijd). Dit is al in de tabel hierboven verwerkt.
De verhogingen van de AOW-leeftijd volgens artikel 9a, 1e lid, per 1 januari 2020 en 1 januari 2021 zijn niet doorgegaan, en vervolgens stijgt de AOW-leeftijd in 2022 naar 66 jaar en 7 maanden, in 2023 naar 66 jaar en 10 maanden, en in 2024 naar 67 jaar. Daarmee wordt de AOW-leeftijd verlaagd voor wie geboren is in de periode van september 1953 tot en met december 1957.
Met de wetswijziging vervalt de grondslag van de besluiten in 2017, 2018 en 2019 (zie onder) om krachtens artikel 9a, 2e lid steeds op grond van de actuele levensverwachting de AOW-leeftijd per 1 januari 2022, 2023 en 2024 al of niet met 3 maanden te verhogen. De Wet van 2 december 2020, houdende wijziging van de Algemene Ouderdomswet en de Wet op de loonbelasting 1964 in verband met de verandering van de koppeling van de AOW- en pensioenrichtleeftijd aan de stijging van de levensverwachting (Wet verandering koppeling AOW-leeftijd) bepaalt dat een toename van de levensverwachting voor 2/3 deel resulteert in een hogere AOW-leeftijd, en voor 1/3 deel in een langer durende uitkering. De wet voorziet niet in daling van de AOW-leeftijd bij een eventuele daling van de levensverwachting. De regering wil voorkomen dat de AOW-leeftijd van jaar op jaar zou gaan schommelen, en stelt dat de langetermijntrend van de levensverwachting stijgend is en blijft. Echter, in de periode 2014-2019 stabiliseerde de levensverwachting voor 65-jarigen.

## Belang van de AOW-leeftijd
De AOW-uitkering gaat in op de dag dat de betrokkene de AOW-leeftijd heeft bereikt.
Verder houdt bij het bereiken van de AOW-leeftijd het recht op uitkering op bij de WW, WAO, WIA, Wajong, Anw, IOAW / IOW, IOAZ, TW (en waar van toepassing ook de premieplicht).
Wettelijk kan een werknemer met ingang van de AOW-leeftijd ontslagen worden. Een cao kan echter bepalen dat het bereiken van de AOW-leeftijd geen reden kan zijn voor ontslag.
Ook onder meer enkele heffingskortingen zijn afhankelijk van het al dan niet bereikt hebben van de AOW-leeftijd.
Een aanvullend ouderdomspensioen moet uiterlijk 5 jaar na de AOW-leeftijd ingaan.
Gekoppeld aan de AOW-leeftijd is de 50 jaar lagere aanvangsleeftijd. In het kader van de AOW wordt hieronder verstaan de leeftijd vanaf wanneer de jaren van wonen en/of werken in Nederland meetellen voor de hoogte van de AOW-uitkering (2% per opbouwjaar). Deze is dus pas bekend tegen de tijd dat de AOW-leeftijd bereikt wordt.

### Vrijstelling van betaling van AOW-premie
Vanaf de eerste dag van de maand waarin de AOW-leeftijd wordt bereikt gelden lagere totaaltarieven in schijf 1 en 2 van box 1. Er is geen AOW-premie meer verschuldigd; men betaalt over de inkomsten in box 1 in het kalenderjaar waarin men de AOW-leeftijd bereikt een tijdsevenredig percentage AOW-premie.
Dit houdt verband met het categoriseren van de AOW als verzekering en niet als sociale voorziening. Door de netto-nettokoppeling aan het minimumloon zou het heffen van AOW-premie over de AOW-uitkering niet uitmaken, maar het levert iemand die de AOW-leeftijd heeft bereikt wel het voordeel op dat over inkomen in de rest van schijf 1 en in schijf 2, waaronder aanvullend pensioen en lijfrente, geen AOW-premie verschuldigd is. Ook kan het enigszins een compensatie bieden als men bruto minder verdient dan men gewend was.
Dit betekent overigens niet dat iemand die de AOW-leeftijd heeft bereikt over zijn inkomsten altijd netto meer overhoudt dan iemand in loondienst die de AOW-leeftijd nog niet heeft bereikt, bij gelijke bruto-inkomsten. Over de AOW-uitkering en aanvullend pensioen wordt immers geen arbeidskorting toegepast en ook de algemene heffingskorting is lager, wat erop neerkomt dat het voordeel niet geldt voor de eerste € 6760 (2019) aan inkomsten. Daarbij betaalt een AOW'er ook nog ZVW-premie, die voorheen door de werkgever betaald werd. En als de AOW'er bij zou verdienen is de toegepaste arbeidskorting over de bijverdienste lager dan iemand die de AOW-leeftijd nog niet heeft bereikt.
Dat men geen AOW-premie betaalt, betekent wel dat binnen schijf 1 en 2 hypotheekrenteaftrek (voor zover men daar op deze leeftijd nog aanspraak op kan maken gezien de maximumtermijn van 30 jaar) op dit punt ook geen voordeel biedt, alleen de belasting en de premies Anw en Wlz worden door deze aftrek lager.
Voor zover de AOW gefiscaliseerd is, betaalt de AOW-gerechtigde wel ook mee aan de AOW-uitkeringen. Zie ook versnelde en volledige fiscalisering van de AOW.

### Ontslag en werk
In principe mag een werknemer met ingang van zijn AOW-leeftijd ontslagen worden. Voor gemeenteambtenaren is bijvoorbeeld in artikel 8:2 van de CAR-UWO bepaald dat de ambtenaar eervol ontslag wordt verleend met ingang van de dag waarop hij de AOW-leeftijd bereikt. Voor de rest is ontslag op grond van leeftijd gezien de Wet gelijke behandeling op grond van leeftijd bij de arbeid verboden.
De Wet van 30 september 2015 tot aanpassing van enige arbeidsrechtelijke bepalingen die een belemmering kunnen vormen voor werknemers en ambtenaren die na de AOW-gerechtigde leeftijd willen blijven werken (Wet werken na de AOW-gerechtigde leeftijd) heeft onder meer Titel 10 (over de arbeidsovereenkomst) van Boek 7 van het Nederlandse Burgerlijk Wetboek gewijzigd (onder meer een sterke verkorting van de termijn van loondoorbetaling bij ziekte voor wie de AOW-leeftijd heeft bereikt), en ook enkele sociale zekerheidswetten.

## Historie

Bejaarden vieren de invoering van de AOW. Applaus voor minister Drees. 1956

De AOW is in 1956 geïntroduceerd door de minister van Sociale Zaken en Volksgezondheid Ko Suurhoff. De AOW is de opvolger van de door Willem Drees als minister van Sociale Zaken in 1947 ingevoerde Noodwet Ouderdomsvoorziening, die uitdrukkelijk als tijdelijk bedoeld was.
Aan de AOW is een lange voorgeschiedenis voorafgegaan. De Pruisische kanselier Otto von Bismarck legde in 1889 een inkomensverzekering op tegen inkomstenderving in geval van ouderdom, ziekte en invaliditeit. In deze inkomensverzekering komt aanvankelijk de AOW-leeftijd van 70 jaar voor. Pas een aantal jaren later wordt dit gewijzigd in de bekende leeftijd van 65. Overigens was de levensverwachting van een 65-jarige in die tijd korter dan nu. Een 65-jarige had in 1956 een resterende levensverwachting van 14 jaar (man) en 15 jaar (vrouw); de laatste tientallen jaren neemt de resterende levensverwachting toe: in 2010 is dit 18 jaar (man) 21 jaar (vrouw).

### Aanvang uitkeringen op de verjaardag
De Wet van 8 december 2011 tot wijziging van de Algemene Ouderdomswet en andere wetten in verband met wijziging van de ingangsdatum van het ouderdomspensioen (Wet wijziging ingangsdatum AOW-ouderdomspensioen) veranderde per 1 april 2012 de ingangsdatum van de eerste van de maand waarop men 65 wordt tot de verjaardag zelf. Tevens werden met deze wet de Anw, WW, ZW, WIA, IOAW, IOW, IOAZ, TW, Wajong overeenkomstig aangepast: met name is de bepaling dat geen recht op uitkering heeft degene die de eerste dag van de maand waarin deze 65 jaar wordt heeft bereikt, gewijzigd in de bepaling dat geen recht op uitkering heeft degene die de leeftijd van 65 jaar heeft bereikt. De kring van verzekerden veranderde niet, men was al tot aan de 65e verjaardag verzekerd. Met het Besluit van 9 februari 2012 tot aanpassing van diverse besluiten in verband met de Wet wijziging ingangsdatum AOW-ouderdomspensioen werden ook diverse andere regelingen aangepast; voor wat betreft de bovenwettelijke uitkeringen bij werkloosheid in de vorm van een AMvB waren dit het Besluit bovenwettelijke werkloosheidsregeling voor onderwijspersoneel primair onderwijs (BBWO) en het Besluit bovenwettelijke uitkeringen bij werkloosheid voor de sector Defensie. Nog niet is aangepast het Besluit bovenwettelijke uitkeringen bij werkloosheid voor de sector Rijk (BBUW-Rijk), hier staat nog steeds "de eerste dag van de kalendermaand waarin betrokkene de leeftijd van 65 jaar bereikt" (aanpassingen van bovenwettelijke regelingen worden vaak met vertraging doorgevoerd, na arbeidsvoorwaardelijk overleg, zie ook onder). Niet aangepast behoefde te worden het Besluit bovenwettelijke uitkeringen bij werkloosheid van rechterlijke ambtenaren en het Besluit bovenwettelijke werkloosheidsuitkering politie want daar stond "de eerste dag van de kalendermaand volgend op die waarin de betrokkene de leeftijd van 65 jaar heeft bereikt."
Voor wat betreft het verschuldigd zijn van AOW-premie en dus voor wat betreft de totaaltarieven van box 1, wordt nog wel met hele maanden gewerkt, zie boven.
De vakbond FNV Bondgenoten heeft een proefproces tegen de wijziging verloren.

### Eerdere ontwikkelingen rond de toekomst van de AOW
De zorgen over de vergrijzing en de financiering van de AOW zijn een rode draad in de geschiedenis van de AOW. Al bij de memorie van toelichting bij de invoering van de wet wordt gesteld dat de voortgaande vergrijzing een niet te ontkennen feit is. "Zou de last te zwaar worden in de toekomst, dan is verlichting mogelijk door de pensioengerechtigde leeftijd te verhogen, een mogelijkheid, welke goed aansluit aan een toeneming van de gemiddelde leeftijd en een verbeterende lichamelijke conditie der bejaarden." Een verhoging van de AOW-leeftijd wordt hier dus expliciet als mogelijkheid geboden, maar wordt alleen wenselijk geacht indien mèt de verhoging van de gemiddelde levensduur ook een verhoging van het 'prestatievermogen' van 65-jarigen en ouderen gepaard zou gaan. Omdat men bij de invoering vond dat nog niet was gebleken dat het 'prestatievermogen' van de 65-jarigen ook was verhoogd (en dit sowieso moeilijk aan te tonen zou zijn), is bij invoering besloten tot een vaste leeftijd van 65 jaar.
In de jaren 80 is de kwestie weer actueel geworden. Er rezen twijfels of de AOW bij de verwachte vergrijzing ongewijzigd gehandhaafd kan worden. Een staatscommissie onder leiding van Willem Drees jr. onderzocht de toekomst van de voorziening die zijn vader tot stand had gebracht. Aanleiding was een alarmerend artikel in Economisch Statistische Berichten. Drees concludeerde dat het stelsel kon worden gehandhaafd. Wel adviseerde hij tot individualisering van de uitkering waarbij iedereen individueel eenzelfde uitkering ontvangt. De regering heeft dat advies niet gevolgd omdat óf de uitkering te weinig zou zijn voor een alleenstaande óf de regeling te duur zou worden. Er is wel een individuele uitkering, maar een alleenstaande krijgt daarbovenop een toeslag.
In 1998 is met terugwerkende kracht tot 1 december 1997 het begrotingsfonds Spaarfonds AOW ingesteld. Stortingen van het Rijk aan het fonds in 1997 en 1998 belastten het zogenoemde beleidsrelevante tekort. Ze gingen in principe – gegeven een doelstelling van het Rijk om het tekort niet te hoog te laten worden – ten koste van de ruimte voor andere uitgaven. In die zin droegen ze bij aan versnelde aflossing van de staatsschuld. Het fonds zou vanaf 2020 (als de vergrijzing hoog zou zijn) gaan uitkeren. Door de uitkeringen zou het beleidsrelevante tekort ondanks de vergrijzing niet toenemen.
Sinds 1999 hanteert het Rijk echter slechts één tekortdefinitie, namelijk het EMU-saldo conform het Verdrag van Maastricht. De stortingen van het Rijk aan het fonds maakten voor dit tekort niet uit. Door het regelmatig berekenen van de langetermijnhoudbaarheid van de Nederlandse overheidsfinanciën is de boekhoudkundige operatie van het fonds niet meer nodig.
In 2005 bleek dat het fonds slechts een papieren exercitie was, het fonds en het geld in het fonds bestonden slechts op papier. Het ging om een (in het bedrijfsleven gebruikelijke) reservering, waarbij er dus geen sprake is van een fysiek 'spaarpotje'. Er was nooit iets gestort, wel stond er op papier 23 miljard euro 'gereserveerd'. Hoewel zulke reserveringen in de boekhoudkundige praktijk een gebruikelijke methode zijn om kapitaal te 'sparen', was er toch kritiek op. Op 28 juni 2011 ging de Tweede Kamer unaniem akkoord met het voorstel van de regering Rutte tot opheffing van dit fonds. De opheffing gebeurde per 1 januari 2012.
Wel is er hard gespaard via de meestal collectieve pensioenpremies, aftrekbaar in Box 1. De collectieve pensioenpot bedroeg in 2011 1000 miljard. Alleen door de jaarlijkse premieaftrek van 30 miljard in Box 1, groeit dit bedrag nog steeds. Daarop rust een belastingclaim van circa 30% en een claim premie zorgverzekeringswet van circa 5% bij uitbetaling later deze eeuw. Derhalve ruim 300 miljard euro
Na het jaar 2000 rees opnieuw onrust over de toekomst van de AOW. Het thema speelde een rol in de campagnes voor de parlementsverkiezingen van 2006. De VVD overwoog een verhoging van de AOW-leeftijd tot 67 jaar, maar heeft dit plan niet in haar definitieve verkiezingsprogramma voor 2006 opgenomen. Alleen D66 stelt een verhoging van de AOW-leeftijd tot 67 jaar voor met een overgangsperiode van 24 jaar.
In het Sociaal-Economische Raad (SER)-advies van 30 augustus 2006 wordt gepleit voor fiscalisering van de AOW. AOW-premie zou worden vervangen door belasting, waardoor voor AOW-gerechtigden dezelfde totaaltarieven in box 1 zouden gaan gelden als voor anderen (of wat materieel op hetzelfde neerkomt: ook AOW-gerechtigden zouden AOW-premie moeten gaan betalen). Volgens het regeerakkoord voor het kabinet-Balkenende IV zouden alleen ouderen met een aanvullend pensioen van meer dan € 18.000 die voor hun 65e met werken waren gestopt aan de AOW mee hoeven te betalen. Het Centraal Planbureau (CPB) betwijfelde of deze regeling uitvoerbaar is. Tijdens de verkiezingen van 2006 was de AOW een heikel punt. De PvdA wilde de AOW deels fiscaliseren, het CDA verzette zich hiertegen. CDA-lijsttrekker Jan Peter Balkenende beschuldigde PvdA'er Wouter Bos ervan 'te stelen van de ouderen'. Balkenende stelde dat de AOW bij het CDA veilig was, maar anders dan tijdens de verkiezingscampagne van 2006, kwam juist het CDA in 2008 met het voorstel de AOW-leeftijd tot 67 te verhogen.

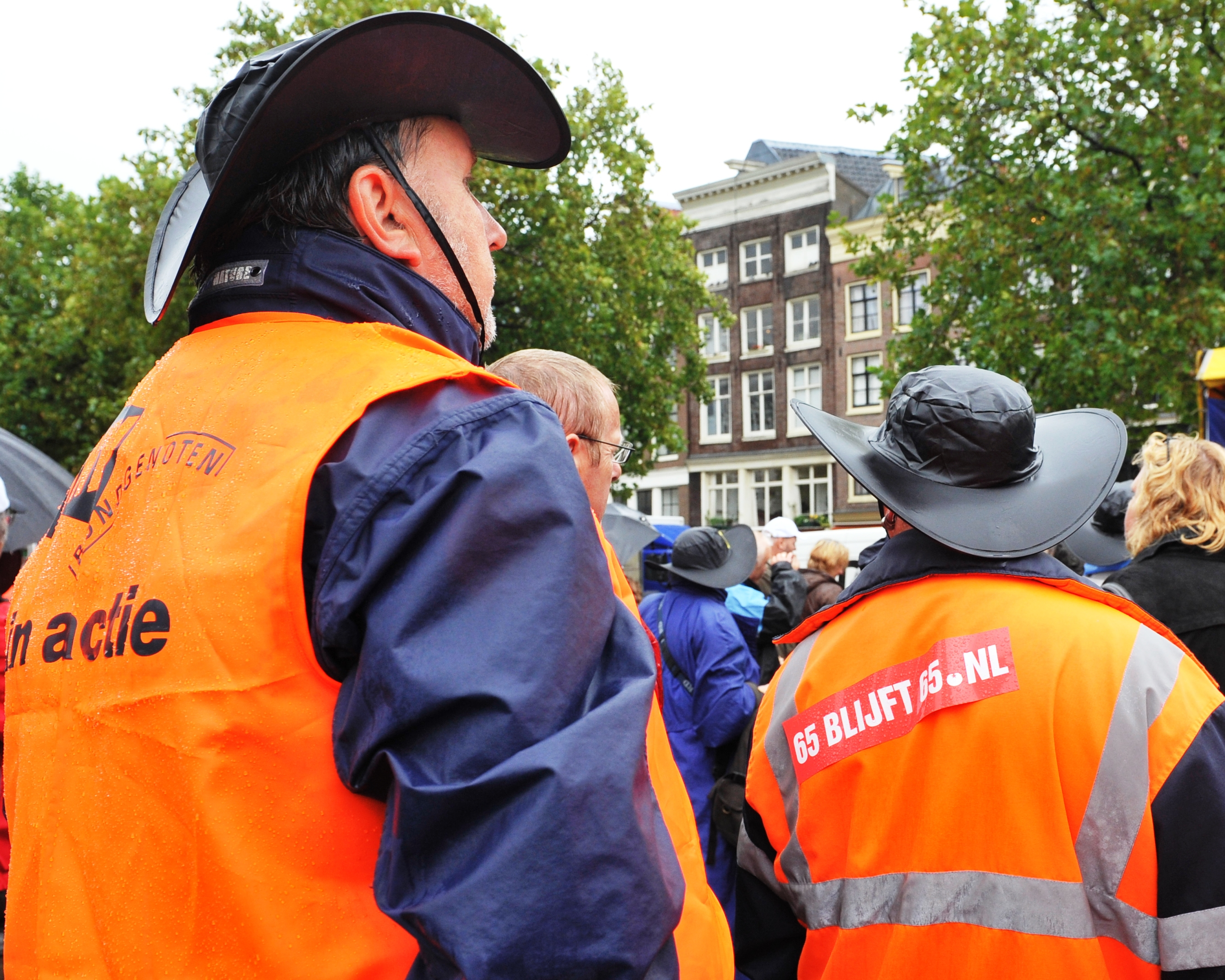
7 oktober 2009: Op verschillende plaatsen in Nederland werd actie gevoerd tegen de plannen van het kabinet om de AOW-leeftijd te verhogen. Op de Nieuwmarkt in Amsterdam voerde het FNV, ABVA/KABO en de SP actie.

Het kabinet-Balkenende IV kwam in augustus 2008 eerst met een voorstel dat mensen van 65 jaar kunnen kiezen om hun AOW maximaal vijf jaar uit te stellen. Mensen die langer doorwerkten, zouden dan een hogere uitkering krijgen. Op 25 maart 2009 kondigde het kabinet aan voornemens te zijn de AOW-leeftijd tot 67 te verhogen. Dit voorstel was afkomstig van CDA-minister Piet Hein Donner.
In de avond van 15 oktober 2009 bereikte de regeringscoalitie, bestaande uit PvdA, CDA en ChristenUnie een akkoord over het verhogen van de AOW-leeftijd van 65 naar 67 jaar: in 2020 zou de leeftijd eerst verhoogd worden naar 66 jaar, vijf jaar later, in 2025, zou de leeftijd naar 67 jaar gaan. Het zou mogelijk blijven om met 65 jaar te stoppen, mits men minimaal 42 jaar zou hebben gewerkt. Wie daarvoor zou kiezen zou daarvoor geheel of gedeeltelijk actuarieel gekort op de hoogte van de maandelijkse AOW-bedragen die de rest van het leven ontvangen worden: deze zouden voor de hogere inkomens 16 procent minder worden, voor lagere inkomens 13 procent. De coalitie wilde ook de aanvullende pensioenen twee jaar later in laten gaan. Dit betekent dat twee jaar langer pensioenpremie wordt betaald en twee jaar korter uitgekeerd. Eén mogelijkheid is dat hierdoor geen opgebouwde pensioenrechten verloren gaan, omdat de uitkeringen actuarieel neutraal worden omgerekend; dit verhoogt de uitkeringen, wat het eventueel korten wegens het feit dat de pensioenfondsen veel geld verloren tijdens de kredietcrisis kan compenseren. Materieel hetzelfde zou de mogelijkheid kunnen zijn dat pensioenbedragen niet worden omgerekend (althans niet actuarieel neutraal), zodat de dekkingsgraad wordt vergroot en de pensioenen daarom niet hoeven te worden gekort. Deze mogelijkheden maken dat de fondsen voorstander zijn van het voorstel. Uit een onderzoek van EénVandaag bleek dat 60 procent van de Nederlanders tegen de plannen van het kabinet is, 40 procent vond het wel een goed plan. Van de achterban van het CDA en de CU was een meerderheid voor de kabinetsplannen, bij de PvdA was een meerderheid (63%) tegen. Opvallend was dat er meer mensen boven de 55 jaar voor de plannen waren dan jongeren, mensen van 55 jaar en ouder worden door de plannen ontzien. Tijdens een stemming in de PvdA fractie was een meerderheid van de fractie voor, slechts twee fractieleden stemden tegen.
In december 2009 diende het kabinet-Balkenende IV het wetsvoorstel Wijziging van de Algemene Ouderdomswet, de Wet inkomstenbelasting 2001 en de Wet op de loonbelasting 1964 in verband met verhoging van de leeftijd waarop recht op ouderdomspensioen ontstaat (dossier 32247) in. Het betrof een verhoging van de AOW-leeftijd in twee grote stappen: van 65 naar 66 jaar in 2020 en een verdere verhoging naar 67 jaar in 2026. De regering wees invoering in een groter aantal kleinere stappen af vanwege de administratieve complexiteit voor alle partijen.
In mei 2011 heeft het kabinet-Rutte I dit wetsvoorstel ingetrokken en vervangen door een nieuw wetsvoorstel: in mei 2011 werd het wetsvoorstel Wijziging van de Algemene Ouderdomswet, de Wet inkomstenbelasting 2001 en de Wet op de loonbelasting 1964 in verband met verhoging van de leeftijd waarop recht op ouderdomspensioen ontstaat van 65 naar 66 jaar (Wet verhoging pensioenleeftijd naar 66 jaar) ingediend. De AOW-leeftijd zou op 1 januari 2020 in een keer verhoogd worden van 65 naar 66 jaar. Dit zou dus gelden voor wie geboren is in 1955 of later. Dit is ook ingetrokken en vervangen door weer een nieuw wetsvoorstel (zie onder).
Het al in 2015 in plaats van in 2020 ingaan van de verhoging van de AOW-leeftijd was onderdeel van het pakket bezuinigingsmaatregelen die in eerste instantie het resultaat waren van de toenmalige bezuinigingsonderhandelingen, die vervolgens toch zijn stukgelopen. Een overgangsregeling zou de omvang van de inkomensgevolgen beperken voor mensen die weinig tijd hebben om zich op de wijziging voor te bereiden en die weinig mogelijkheden hebben om het verlies te compenseren door te werken of te sparen. Hiervoor zou in 2015 200 miljoen beschikbaar zijn. Eventuele effecten voor overheidswerkgevers zouden worden opgevangen binnen de desbetreffende departementale begrotingen.

#### Wetsvoorstel verhoging pensioenleeftijd, extra verhoging AOW en flexibilisering ingangsdatum AOW
In de Eerste Kamer is aanhangig geweest het inmiddels ingetrokken wetsvoorstel Wijziging van de Algemene Ouderdomswet, de Wet inkomensvoorziening oudere werklozen, de Wet inkomstenbelasting 2001 en de Wet op de loonbelasting 1964 in verband met verhoging en koppeling aan de ontwikkeling van de levensverwachting van de pensioenleeftijd, extra verhoging van het AOW-ouderdomspensioen en introductie van de mogelijkheid het AOW-ouderdomspensioen desgevraagd geheel of gedeeltelijk eerder of later te laten ingaan (Wet verhoging pensioenleeftijd, extra verhoging AOW en flexibilisering ingangsdatum AOW). Het voorstel is op 7 februari 2012 aangenomen door de Tweede Kamer. PvdA, VVD, SGP, ChristenUnie en CDA stemden voor. De minister van Sociale Zaken en Werkgelegenheid heeft dit wetsvoorstel bij brief van 11 juli 2012 ingetrokken.
De belangrijkste verschillen met de latere wijziging waren:
- in dit oude voorstel zou de verhoging van de AOW-leeftijd later zijn, maar met grotere stappen verlopen: in 2020 zou de eerste stap zijn, van een heel jaar
- er zou een mogelijkheid komen om de AOW-uitkering eerder of later in te laten gaan
- de AOW-uitkering zou extra verhoogd worden met jaarlijks 0,6%, tot 2028

### Wet verhoging AOW- en pensioenrichtleeftijd (Wet VAP)
Naar aanleiding van het Begrotingsakkoord 2013 is aangenomen, met steun van VVD, CDA, D66, GroenLinks, ChristenUnie en SGP, de door het demissionaire kabinet-Rutte I ingediende Wet van 12 juli 2012 tot wijziging van de Algemene Ouderdomswet, de Wet werk en bijstand, de Wet inkomstenbelasting 2001 en de Wet op de loonbelasting 1964 in verband met stapsgewijze verhoging en koppeling aan de stijging van de levensverwachting van de pensioenleeftijd (Wet verhoging AOW- en pensioenrichtleeftijd), kortweg Wet VAP. Naast een wijziging van het Witteveenkader verhoogde deze wet voor het eerst de AOW-leeftijd. Er werd gesproken van een 'historisch' besluit.
De AOW-leeftijd zou als volgt zijn:
Gerealiseerd:
- 65 jaar voor wie geboren is vóór 1948 (AOW-uitkering is aangevangen vóór 2013)
- 65 jaar en 1 maand voor wie geboren is in de periode januari - november 1948 (AOW-uitkering vangt aan in 2013)
- 65 jaar en 2 maanden voor wie geboren is in de periode december 1948 - oktober 1949 (AOW-uitkering vangt aan in 2014)
- 65 jaar en 3 maanden voor wie geboren is in de periode november 1949 - september 1950 (AOW-uitkering vangt aan in 2015)

Vastgelegd, maar uiteindelijk niet doorgegaan:
- 65 jaar en 5 maanden voor wie geboren is in de periode oktober 1950 - juli 1951 (AOW-uitkering vangt aan in 2016)
- 65 jaar en 7 maanden voor wie geboren is in de periode augustus 1951 - mei 1952 (AOW-uitkering vangt aan in 2017)
- 65 jaar en 9 maanden voor wie geboren is in de periode juni 1952 - maart 1953 (AOW-uitkering vangt aan in 2018)
- 66 jaar voor wie geboren is in de periode april - december 1953 (AOW-uitkering vangt aan in 2019)
- 66 jaar en 3 maanden voor wie geboren is in de periode januari - september 1954 (AOW-uitkering vangt aan in 2020)
- 66 jaar en 6 maanden voor wie geboren is in de periode oktober 1954 - juni 1955 (AOW-uitkering vangt aan in 2021)
- 66 jaar en 9 maanden voor wie geboren is in de periode juli 1955 - maart 1956 (AOW-uitkering vangt aan in 2022)
- 67 voor wie geboren is in de periode april - december 1956 (AOW-uitkering vangt aan in 2023)

Om de mensen die in 2013 65 jaar zouden worden tijdig over de consequenties voor hen te kunnen informeren, een zorgvuldige uitvoering te kunnen garanderen en de gewenste besparingen te realiseren heeft de behandeling door beide Kamers vóór het zomerreces van 2012 plaatsgevonden. Er was veel kritiek op de snelheid waarmee het wetsvoorstel moest worden behandeld.
De Tweede Kamer heeft de regering in een motie verzocht, na invoering van het wetsvoorstel de mogelijkheden voor een flexibele AOW in de toekomst, bijvoorbeeld bij een uittreedleeftijd van 66 jaar, in kaart te brengen en de mogelijkheden voor deeltijd-AOW hierbij te betrekken.

### Wet versnelling stapsgewijze verhoging AOW-leeftijd
De Wet van 4 juni 2015 tot wijziging van de Algemene Ouderdomswet, de Wet op de loonbelasting 1964, de Wet verhoging AOW- en pensioenrichtleeftijd, de Pensioenwet, de Wet verplichte beroepspensioenregeling en Overige fiscale maatregelen 2013 in verband met de versnelling van de stapsgewijze verhoging van de AOW-leeftijd, kortweg Wet versnelling stapsgewijze verhoging AOW-leeftijd, bepaalde het volgende.
De AOW-leeftijd zou als volgt zijn:
Gerealiseerd of tot het eind van 2019 nog gehandhaafd:
- 65 jaar en 6 maanden voor wie geboren is in de periode oktober 1950 - juni 1951 (AOW-uitkering is aangevangen in 2016)
- 65 jaar en 9 maanden voor wie geboren is in de periode juli 1951 - maart 1952 (AOW-uitkering is aangevangen in 2017)
- 66 jaar voor wie geboren is in de periode april - december 1952 (AOW-uitkering is aangevangen in 2018)
- 66 jaar en 4 maanden voor wie geboren is in de periode januari - augustus 1953 (AOW-uitkering vangt aan in 2019)

Vastgelegd, maar door de latere Wet temporisering verhoging AOW-leeftijd, zie boven, niet doorgegaan:
| AOW-leeftijd volgens de 2019-versie van de wet | AOW-leeftijd volgens de 2019-versie van de wet | AOW-leeftijd volgens de 2019-versie van de wet | AOW-leeftijd volgens de 2019-versie van de wet |
| Geboren in periode                             | Geboren in periode                             | Jaar van bereiken AOW-leeftijd                 | AOW-leeftijd                                   |
| vanaf                                          | tot en met                                     | Jaar van bereiken AOW-leeftijd                 | AOW-leeftijd                                   |
| ---------------------------------------------- | ---------------------------------------------- | ---------------------------------------------- | ---------------------------------------------- |
| 09-1953                                        | 04-1954                                        | 2020                                           | 66 jaar en 8 maanden                           |
| 05-1954                                        | 12-1954                                        | 2021                                           | 67 jaar                                        |
| 01-1955                                        | 09-1957                                        | 2022, 2023, 2024                               | 67 jaar en 3 maanden                           |

### Gerealiseerde AOW-leeftijden
- 65 jaar voor wie geboren is vóór 1948 (AOW-uitkering is aangevangen vóór 2013)
- 65 jaar en 1 maand voor wie geboren is in de periode januari - november 1948 (AOW-uitkering is aangevangen in 2013)
- 65 jaar en 2 maanden voor wie geboren is in de periode december 1948 - oktober 1949 (AOW-uitkering is aangevangen in 2014)
- 65 jaar en 3 maanden voor wie geboren is in de periode november 1949 - september 1950 (AOW-uitkering is aangevangen in 2015)
- 65 jaar en 6 maanden voor wie geboren is in de periode oktober 1950 - juni 1951 (AOW-uitkering is aangevangen in 2016)
- 65 jaar en 9 maanden voor wie geboren is in de periode juli 1951 - maart 1952 (AOW-uitkering is aangevangen in 2017)
- 66 jaar voor wie geboren is in de periode april - december 1952 (AOW-uitkering is aangevangen in 2018)
- 66 jaar en 4 maanden voor wie geboren is in de periode januari 1953 - augustus 1955 (AOW-uitkering is aangevangen in 2019, 2020 en 2021)
- 66 jaar en 7 maanden voor wie geboren is in de periode september 1955 - mei 1956 (AOW-uitkering is aangevangen in 2022)
- 66 jaar en 10 maanden voor wie geboren is in de periode juni 1956 - februari 1957 (AOW-uitkering is aangevangen in 2023)
- 67 jaar voor wie geboren is in de periode maart 1957 - december 1960 (AOW-uitkering is aangevangen in 2024, 2025, 2026 en 2027)
- 67 jaar en 3 maanden voor wie geboren is in de periode januari 1961 - minimaal september 1963 (AOW-uitkering is aangevangen in 2028, 2029 en 2030)

## Civiele procedure
De Stichting BeGAG (Belangen Gedupeerden AOW-gat) en 19 vakbonden hebben een civiele procedure aangespannen tegen de Nederlandse staat. Met name voor wie niet langer kan doorwerken of opnieuw kan gaan werken en niet in aanmerking komt voor de overbruggingsregeling of verlengde sociale zekerheid zou het gaan om het ontnemen van eigendom in strijd met Europese wetgeving. Op 17 januari 2014 was er een comparitie na antwoord.
Voor wat betreft de inhoudelijke kant gaat het om twee groepen:
- Mensen die na 2012, maar vóór de AOW-leeftijd, ontslagen zijn of worden op grond van leeftijd. Volgens eisers worden onder meer militairen gedwongen ontslagen, met een uitkering slechts tot 65-jarige leeftijd. Volgens de regering worden zulke regelingen met de vakbonden overeengekomen, en/of kan de betrokkene een procedure beginnen op basis van de Wet gelijke behandeling op grond van leeftijd bij de arbeid.
- Mensen die vóór 2013 wegens het bereiken van een bepaalde leeftijd moesten stoppen met werken, of vrijwillig gestopt zijn met werken in de veronderstelling dat de AOW-leeftijd 65 jaar zou zijn. Dit laatste betreft met name mensen waarbij de datum van onomkeerbaar besluiten of akkoord gaan gelegen was vóór het begrotingsakkoord van 26 april 2012, en geboren zijn vóór 1955. (Voor wie geboren is in 1955 of later waren er al eerder plannen de AOW-leeftijd te verhogen.) Het gaat daarbij om mensen met een uitkering tot de 65-jarige leeftijd, maar waarbij de sociale zekerheid en de overbruggingsregeling geen uitkomst bieden voor de tijd tussen de 65-jarige leeftijd en de AOW-leeftijd. Volgens de regering kunnen die het verlies wel dragen, omdat naarmate dat verlies groter is de periode van het AOW-gat verder in de toekomst ligt, zodat men ervoor kan sparen, en anders is er dan meer tijd om weer werk te vinden.

De rechtbank verklaarde de eisers op 26 februari 2014 niet ontvankelijk in hun vorderingen tegen de Staat. De Haagse rechtbank is van oordeel dat er voor de burgerlijke rechter geen taak is weggelegd omdat individuele gedupeerden zelf beroep kunnen instellen bij de bestuursrechter als het gaat om besluiten op een aanvraag van een AOW-uitkering of een overbruggingsregeling. Via de zogenaamde exceptieve toets kan daarbij ook de verbindendheid van de Wet verhoging AOW-leeftijd aan de orde kan worden gesteld.
De eisers hadden eerder aangegeven dat deze pas gestart kan worden na aanvraag bij de SVB van een AOW-uitkering ingaand op 65-jarige leeftijd, en daaropvolgende weigering van de SVB om de uitkering dan in te laten gaan, en/of na weigering van een overbruggingsuitkering. Dit betekent dat de bestuursrechtelijke procedure pas 6 maanden voor het bereiken van de 65-jarige leeftijd kan beginnen. Juist voor degenen voor wie dat nog lang duurt, is het AOW-gat groot, waardoor, zo betogen eisers, eerdere duidelijkheid zeer gewenst is. De rechter stelt echter dat personen van 65 jaar nu al een procedure kunnen beginnen. Sommigen hebben dat ook gedaan. Deels zijn eisen afgewezen, maar is hoger beroep ingesteld, deels zijn er nog bestuursrechtelijke procedures in eerste aanleg aanhangig.

## Bijkomende maatregelen verhoging AOW-leeftijd

### Openbaar vervoer
Bij ouderenkorting op openbaar vervoer wordt soms de AOW-leeftijd gehanteerd. Bij gemeentelijke regelingen verschilt dit per gemeente. In de gemeenten Amsterdam, Den Haag, Rijswijk en Leidschendam-Voorburg wordt inderdaad de AOW-leeftijd gehanteerd, voor wat betreft het gratis openbaar vervoer bij een laag inkomen en vermogen. Bij de vervoerbedrijven zelf wordt vaak (nog) de grens van 65 jaar gehanteerd, zoals voor de korting op het tarief van het stads-/streekvervoer en ook voor de korting op sommige NS-abonnementen.

### Bijkomende maatregelen in verband met de Wet verhoging AOW- en pensioenrichtleeftijd
Het Besluit aanpassing wetten inzake verhoging AOW-leeftijd (2012) veranderde met de AOW-leeftijd samenhangende leeftijdsgrenzen in andere sociale zekerheidswetten zoals de WW, WAO, WIA, Anw, IOAW, IOW, IOAZ en (de toenmalige) WWB en overige wetten. Het Tweede Aanpassingsbesluit inzake verhoging AOW-leeftijd (2012) veranderde een aantal besluiten.
Deze aanpassingen konden plaatsvinden bij algemene maatregel van bestuur omdat ter bespoediging de wet de volgende bepaling van tijdelijke delegatie bevat:
- Wetten die als gevolg van de verhoging van de AOW-leeftijd aanpassing behoeven kunnen bij algemene maatregel van bestuur worden gewijzigd voor zover dit noodzakelijk is voor de toepassing van die wetten of ter voorkoming van onaanvaardbare gevolgen.
- Algemene maatregelen van bestuur die als gevolg van de verhoging van de AOW-leeftijd aanpassing behoeven kunnen, zo nodig in afwijking van de wet waarop zij zijn gebaseerd, worden gewijzigd.

Na de plaatsing in het Staatsblad van een krachtens deze delegatiebepaling vastgestelde algemene maatregel van bestuur wordt een voorstel van wet van gelijke strekking zo spoedig mogelijk maar uiterlijk binnen acht weken bij de Staten-Generaal ingediend. Indien het voorstel wordt ingetrokken of indien een van de beide Kamers der Staten-Generaal besluit het voorstel niet aan te nemen, wordt de algemene maatregel van bestuur onverwijld ingetrokken. Inmiddels is aangenomen het Voorstel van wet houdende goedkeuring van de algemene maatregel van bestuur tot aanpassing van wetten inzake verhoging AOW-leeftijd (Goedkeuringswet verhoging AOW-leeftijd).
Aanpassingen van bovenwettelijke werkloosheidsregelingen aan de verhoging van de AOW-leeftijd worden vaak met vertraging doorgevoerd, na arbeidsvoorwaardelijk overleg.
Als onderdeel van het Belastingplan 2013 zijn aangepast de uiterste ingangsdata voor pensioenen, levensloop, lijfrenten en vitaliteitssparen, de regels inzake variabilisering van pensioenuitkeringen, het tijdstip waarop de fiscale oudedagsreserve afneemt, het uiterste tijdstip waarop aanspraak kan worden gemaakt op de zelfstandigenaftrek en de startersaftrek, de omzettingsregeling van stakingswinst in een lijfrente, de middelingsregeling, de ouderentoeslag voor box 3, de ouderenkorting, de regeling inzake uitgaven voor specifieke zorgkosten en het heffingvrije vermogen.
De Algemene pensioenwet politieke ambtsdragers is afzonderlijk gewijzigd.

### Overbruggingsregeling
De Regeling van de Staatssecretaris van Sociale Zaken en Werkgelegenheid van 31 mei 2013, tot vaststelling van een tijdelijke regeling ter overbrugging van de periode tussen de ingangsdatum van de Algemene Ouderdomswet en aanvullende inkomensregelingen (Tijdelijke regeling overbruggingsuitkering AOW), kortweg OBR, gewijzigd met onder meer het Besluit tot wijziging van de tijdelijke regeling overbruggingsuitkering AOW, is een ministeriële regeling op grond van artikel 3, eerste lid, juncto artikel 9 van de Kaderwet SZW-subsidies.
Het gaat om het overbruggen van een AOW-gat als eerder dan de AOW-leeftijd afloopt wat hierna wordt aangeduid als "prepensioen e.d.": een VUT-uitkering of prepensioen (bijvoorbeeld FPU), wachtgeld, of bijvoorbeeld een particuliere arbeidsongeschiktheidsuitkering, of een lijfrente-uitkering die een relatie heeft met de beëindiging van een dienstverband. Als een aanvullend pensioen verlaagd wordt (omdat volgens de verwachtingen van destijds dan de AOW zou ingaan) geldt het verschil ook als prepensioen dat afloopt.
De uitkering loopt tot de AOW-leeftijd. Tot deze leeftijd kan de uitkering met maximaal een terugwerkende kracht van een jaar worden aangevraagd.
De regeling vervalt met ingang van 1 januari 2025, met dien verstande dat de regeling van toepassing blijft op een voor dat tijdstip toegekende overbruggingsuitkering.

#### Overbrugging van het hele AOW-gat
Voorwaarde voor overbrugging vanaf de 65-jarige leeftijd is dat op 1 januari 2013 al een prepensioen e.d. liep.
De regeling geldt voor wie vóór 2023 65 wordt, dus voor wie uiterlijk in 1957 is geboren. De laatste termijnen van overbruggingsuitkeringen vinden daardoor uiterlijk plaats totdat iemand geboren op 31 december 1957 de AOW-leeftijd bereikt. Dit is op 31 december 2024.

#### Overbrugging van het AOW-gat voor zover dat is ontstaan door de versnelling van de verhoging van de AOW-leeftijd
Voor mensen voor wie tussen 1 januari 2013 en 1 juli 2015 een prepensioen e.d. inging dat eindigt bij de volgens de wet die in 2013 gold te verwachten persoonlijke AOW-leeftijd geldt de overbrugging vanaf dan.

#### Inkomen
Het inkomen uit of in verband met arbeid wordt bruto hoogstens aangevuld tot het bruto bedrag dat netto overeenkomt met de hoogte van het sociaal minimum onder de AOW-leeftijd (dit brutobedrag bedraagt per 1 januari 2017 voor een ongehuwde rechthebbende € 1158,80 per maand), behoudens vrijlating, overeenkomstig de inkomstenvrijlating van de AOW-partnertoeslag, van een deel van het inkomen uit arbeid. De overbruggingsuitkering is bovendien niet hoger dan het betreffende prepensioen e.d. dat men had.
Er geldt de aanvullende voorwaarde dat het inkomen uit of in verband met arbeid voorafgaand aan de ingangsdatum van de overbruggingsuitkering (12 tot 6 maanden eerder) minder was dan twee (twee partners samen: drie) maal het minimumloon.
Inkomen uit of in verband met arbeid speelt dus op drie manieren een rol, de eerste met positief, de andere twee met negatief effect op (het krijgen of de hoogte van) de overbruggingsuitkering: inkomen dat stopt waardoor een overbrugging nodig kan zijn (prepensioen e.d.), inkomen waarvan men had kunnen sparen waardoor men zelf voor overbrugging had kunnen zorgen (onder meer datzelfde prepensioen e.d.), en doorlopend of nieuw inkomen waardoor overbrugging niet of minder nodig is.
Het inkomen dat op de tweede en derde manier een rol speelt heeft onderling dezelfde definitie: inkomen van een soort dat op de eerste manier een rol speelt, en verder arbeidsinkomen, sociale uitkeringen en pensioen.

#### Vermogen
Er geldt een vermogenstoets. In de overbruggingsregeling staat dat hier onder vermogen wordt verstaan: waarde van de bezittingen verminderd met de waarde van de schulden, bedoeld in IB art. 5.3 (de rendementsgrondslag is de waarde van de bezittingen verminderd met de waarde van de schulden), in samenhang met IB art. 5:13 (vrijstelling groene beleggingen). Volgens het algemene deel van de toelichting geldt de vrijstelling uit box 3 voor groen beleggen echter juist niet voor de vermogenstoets in de overbruggingsregeling. Volgens de artikelsgewijze toelichting moet artikel 5.3 IB in samenhang worden gezien met artikel 5.13 IB, waardoor groen beleggen niet meetelt voor de vermogenstoets. De voorwaarde is dat het vermogen op 1 januari van het jaar waarin de overbruggingsuitkering ingaat, niet meer is dan het heffingvrije vermogen in box 3 (2021: €50.000), voor een zelfstandige geldt een hoger maximum.
De regeling vermeldt dat voor het vermogen het eigen huis niet meetelt. De schuld die is aangegaan voor het verkrijgen of in stand houden van het eigen huis telt ook niet mee (dus ook niet als die in box 3 valt).
De regeling vermeldt verder dat voor het vermogen het pensioenvermogen niet meetelt.
Voor vermogen waarvan de inkomsten vallen in box 1, en waarvan de inkomsten voor de inkomstenbelasting dus niet belast worden in box 3, zijn de bovengenoemde bepalingen toch niet overbodig, want dit vermogen zou op zichzelf wel kunnen vallen onder de bezittingen bedoeld in IB art. 5.3.
De officiële toelichting vermeldt dat onder meer niet tot de bezittingen worden gerekend roerende zaken voor eigen gebruik of voor gebruik binnen het gezin, bijvoorbeeld de eigen auto of de inboedel van de woning, het gespaarde bedrag van een levensloopregeling of het ondernemingsvermogen.
Er wordt ook rekening gehouden met het vermogen van een eventuele partner.
De vermogenstoets betekent dat een klein verschil in het vermogen op de peildatum per saldo een groot tegengesteld effect kan hebben op wat men kan besteden: er is gekozen voor een harde knip in plaats van een geleidelijke schaal; door één euro te veel vermogen vervalt direct het hele recht op de overbruggingsuitkering. Dit kan aanleiding zijn tot gedragseffecten. De regering bevestigt dit: "In het algemeen geldt dat mensen met een vermogen rond de vastgestelde vermogensgrens natuurlijk enige mogelijkheid hebben om hierop te anticiperen." Desondanks vermoedt de regering dat de vastgestelde regeling voordeliger is voor de Staat dan een regeling met een geleidelijke schaal vanaf de nu vastgestelde grens. Bovendien is de vastgestelde regeling voor de Staat gemakkelijker uitvoerbaar.

#### Ontoereikendheid
Sommigen die in het kader van het FLO-overgangsrecht tegen het eind van een periode van verlof met opname van levenslooptegoed ontslag hebben genomen met vervroegd pensioen in een hoog-laagconstructie (tot aan de 65-jarige leeftijd een hoger pensioen) eisen terugkeer naar hun baan omdat verhoging van de AOW-leeftijd het inkomen sterk verlaagt van de 65-jarige leeftijd tot de AOW-leeftijd en de overbruggingsregeling ontoereikend is. FPU'ers kunnen ook te maken krijgen met het AOW-gat; ook zij voldoen niet altijd aan de voorwaarden.
In een uitspraak van de rechtbank in Leeuwarden is in het betreffende geval bepaald dat de overbruggingsregeling daarbij ontoereikend is. De SVB gaat in beroep.

## Standpunten
De standpunten van de partijen over het versnellen van de verhoging van de AOW-leeftijd waren als volgt:
- SP, PVV, CU, PvdD en 50PLUS hebben in de Tweede Kamer tegengestemd.
- Dezelfde partijen en OSF hebben in de Eerste Kamer tegengestemd.

SP, PVV en 50PLUS willen de AOW-leeftijd terug naar 65 jaar.
In 2018 meldde de PvdA te willen dat de AOW-leeftijd minder snel stijgt dan volgens de huidige wet: een maand per jaar vanaf 2019.
In 2019 vonden diverse partijen de temporisering van de verhoging van de AOW-leeftijd onvoldoende en wilden eerdere verhogingen geheel of gedeeltelijk ongedaan maken (in de zin van weer lager maken, niet zozeer in de zin van met terugwerkende kracht ongedaan maken). De PVV en FVD stemden daarom in de Tweede Kamer tegen, alleen de PVV in de Eerste Kamer. Enkele andere partijen redeneerden dat het wetsvoorstel beter dan niets was, en stemden voor.

## Financiële effect voor de burger van verhoging van zijn AOW-leeftijd
Een verhoging van de AOW-leeftijd met één maand is voor een alleenstaande een derving van bruto € 1140 (voor zover niet gecompenseerd door die maand te ontvangen loon of een uitkering) en extra heffingen, waaronder maximaal € 500 (netto) aan AOW-premie over de eerste twee schijven van box 1, € 36 (netto) wegens het later ingaan van de alleenstaande-ouderenkorting en eventueel € 64 (netto) wegens het later ingaan van de ouderenkorting. Daar staat onder meer tegenover € 92 (netto) voordeel door het later verlagen van de algemene heffingskorting. Als er geen andere inkomsten zijn gaat het volgens de regering bij een alleenstaande om circa € 1.080 netto. Bij flinke andere inkomsten (in de 3e schijf, zowel met als zonder AOW) die bruto onafhankelijk zijn van de verhoging van de AOW-leeftijd verandert dit niet zoveel, doordat de gederfde AOW-uitkering dan netto minder is, maar de extra AOW-premie meer. Bij hoge andere inkomsten (in de 4e schijf, zowel met als zonder AOW) gaat het om € 114 minder dan in het voorgaande geval.
Een werknemer die langer mag/moet doorwerken zal vaak meer verdienen dan hij aan AOW-uitkering gehad zou hebben.
Indien een minimumuitkering zoals Participatiewet / IOAW / IOW / Anw langer doorloopt, komt dit er min of meer op neer dat de derving van AOW-uitkering wordt vergoed. Indien een loongerelateerde uitkering langer doorloopt (WAO/WIA, of een WW-uitkering waarvan de duur nog niet is verstreken) zal deze (als hij gebaseerd is op een hoger loon dan het minimumloon) hoger zijn dan de AOW-uitkering zou zijn geweest. Zelfs voor wie de loondervingsuitkering al ontving op het moment dat de verhoging van de AOW-leeftijd bekend werd wordt dus niet alleen de derving van AOW-uitkering vergoed, maar onverwacht ook nog een extra bedrag voor het niet kunnen werken tussen de 65-jarige leeftijd en de AOW-leeftijd, een periode waarin men in veel gevallen, voordat men arbeidsongeschikt of werkloos werd, toch al niet had kunnen verwachten te kunnen doorwerken. (De grootste weglek van besparingen voor de overheid komt door de WAO/WIA, zie onder.)
Anderzijds zijn er loondervingsregelingen die niet doorlopen. Naast de loondervingsschade die door de regeling gedeeltelijk vergoed wordt is er dan de schade door de verhoging van de AOW-leeftijd die erbovenop komt en niet vergoed wordt. Dit geldt voor een private arbeidsongeschiktheidsverzekering en, voor zover niet gerepareerd, voor bovenwettelijke werkloosheidsregelingen (aansluitende uitkering). In sommige gevallen wordt dit geheel of gedeeltelijk gecompenseerd door de Overbruggingsregeling, zie boven.